# Lambda Doradus
Lambda Doradus är en gul jätte i Svärdfiskens stjärnbild.
Stjärnan har visuell magnitud +5,13 och är svagt synlig för blotta ögat vid normal seeing. Den befinner sig på ett avstånd av ungefär 460 ljusår.